# Liste der Gouverneure von Uttar Pradesh
Die folgende Tabelle listet die Gouverneure von Uttar Pradesh seit der Unabhängigkeit Indiens mit jeweiliger Amtszeit auf. Bis 1950 trug der Bundesstaat noch seinen Namen „United Provinces“ aus kolonialistischer Zeit. Der nördliche Teil des Bundesstaates wurde 2000 als eigenständiger Bundesstaat Uttarakhand (bis 2007 Uttaranchal) herausgelöst.
| #  | Name                                         | Amtsantritt       | Ende der Amtszeit |
| 1  | Sarojini Naidu (1879–1949)                   | 15. August 1947   | 2. März 1949      |
| 2  | Bidhubhusan Malik (1895–1981)                | 3. März 1949      | 1. Mai 1949       |
| 3  | Hormasji Peroshaw Mody (1881–1969)           | 2. Mai 1949       | 1. Juni 1952      |
| 4  | Kanhaiyalal Maneklal Munshi (1887–1971)      | 2. Juni 1952      | 9. Juni 1957      |
| 5  | V. V. Giri (1894–1980)                       | 10. Juni 1957     | 30. Juni 1960     |
| 6  | B. Ramakrishna Rao (1899–1967)               | 1. Juli 1960      | 15. April 1962    |
| 7  | Biswanath Das (1889–1984)                    | 16. April 1962    | 30. April 1967    |
| 8  | Bezawada Gopala Reddy (1907–1997)            | 1. Mai 1967       | 30. Juni 1972     |
| 9  | Shashi Kant Verma (1911–1988)                | 1. Juli 1972      | 13. November 1972 |
| 10 | Akbar Ali Khan (1899–1994)                   | 14. November 1972 | 24. Oktober 1974  |
| 11 | M. Chenna Reddy (1919–1996)                  | 25. Oktober 1974  | 1. Oktober 1977   |
| 12 | Ganpatrao Devji Tapase (1908–1991)           | 2. Oktober 1977   | 27. Februar 1980  |
| 13 | Chandeshwar Prasad Narayan Singh (1901–1993) | 28. Februar 1980  | 31. März 1985     |
| 14 | Mohammed Usman Arif (1923–1995)              | 31. März 1985     | 11. Februar 1990  |
| 15 | B. Satyanarayan Reddy (1927–2012)            | 12. Februar 1990  | 25. Mai 1993      |
| 16 | Motilal Vora (1928–2020)                     | 26. Mai 1993      | 3. Mai 1996       |
| 17 | Mohammad Shafi Qureshi (1929–2016)           | 3. Mai 1996       | 19. Juli 1996     |
| 18 | Romesh Bhandari (1928–2013)                  | 19. Juli 1996     | 17. März 1998     |
| 19 | Mohammad Shafi Qureshi (1929–2016)           | 17. März 1998     | 19. April 1998    |
| 20 | Suraj Bhan (1928–2006)                       | 20. April 1998    | 23. November 2000 |
| 21 | Vishnu Kant Shastri (1929–2005)              | 24. November 2000 | 2. Juli 2004      |
| 22 | Sudarshan Agarwal (1931–2019)                | 3. Juli 2004      | 7. Juli 2004      |
| 23 | T. V. Rajeswar (1926–2018)                   | 8. Juli 2004      | 27. Juli 2009     |
| 24 | Banwari Lal Joshi (1936–2017)                | 28. Juli 2009     | 17. Juni 2014     |
| 25 | Aziz Qureshi (1941–2024)                     | 17. Juni 2014     | 21. Juli 2014     |
| 26 | Ram Naik (* 1934)                            | 22. Juli 2014     | 28. Juli 2019     |
| 27 | Anandiben Patel (* 1941)                     | 29. Juli 2019     | im Amt            |